# Аліф максура
Аліф максура (араб. الألف المقصورة) — позаабеткова арабська літера, її назва означає «обмежений аліф», себто «обмежена А».
Літера має вигляд літери Я без крапок. Аліф максура має лише ізольовану ى та кінцеву ـى форми, оскільки займає позицію лише в кінці слова. Числового значення не має.

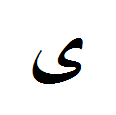
Ізольована форма літери

## Використання
В арабській мові аліф максура досить поширена літера. її було введено до вжитку за традицією мекканської вимови, вона позначала довгий звук [a:] з незначним призвуком [e] (нині цього правила не завжди дотримуються). 
В тих випадках, коли літеру Я в кінцевій та ізольованій позиціях пишуть без крапок, її неможливо відрізнити від аліфа максури (як у перських та афганських текстах). В тексті з голосними перед аліфом максурою завжди стоїть фатха, наприклад: إلَى [ílâ] - в, до (куди?).

## В юнікоді
| Юнікод         | U+0649                     |
| Ім'я в юнікоді | ARABIC LETTER ALEF MAKSURA |
| HTML           | &#1609;                    |
| ISO 8859-6     | 0xe9                       |